# Conrad Lauwers
Conrad Lauwers (Anversa, 1622 – Anversa, 1675) è stato un incisore fiammingo.

## Biografia
Secondo RKD era il fratello minore e allievo di Nicolaes Lauwers.
Venne ammesso nella Corporazione di San Luca di Anversa come maestro nel 1650 e fu anche attivo nel club Sodaliteit van de Bejaerde Jongmans, una società laica gesuita.
Come il fratello maggiore Nicolaes, è noto per le incisioni su opere di Peter Paul Rubens. Incise ritratti di Artus Quellinus il Giovane, Joris van Son, Pieter Van Bredael, Pieter Boel e Pieter Verbruggen il Vecchio per Cornelis de Bie che li inserì nel suo libro di biografie di artisti, Het Gulden Cabinet. De Bie vi aggiunse un breve poema sulla pagina 562 del suo libro, con l'osservazione che il viaggio di Lauwers a Parigi consentì di riportare incisioni di opere degli incisori francesi François de Poilly e Robert Nanteuil, che venivano vendute nel suo negozio.